# تفنگ شاهین
شاهین یک تفنگ شکاری، دولول روی‌هم، ساچمه‌زنی، کمرشکن جهت شکار پرندگان می باشد. قنداق تفنگ به صورت استاندارد از جنس چوب گردو و به همراه کفی قنداق ساخته شده از پلی آمید می باشد. لوله های این تفنگ به صورت نیم چوک (نزدیک زن) و تمام  چوک (دور زن) طراحی شده و قابلیت تعویض با چوک های استاندارد دیگر نیز می باشد. سلاح با اعمال تغییراتی قابلیت تبدیل به سلاح ورزشی جهت شرکت در مسابقات اسکیت و تراپ را دارد.

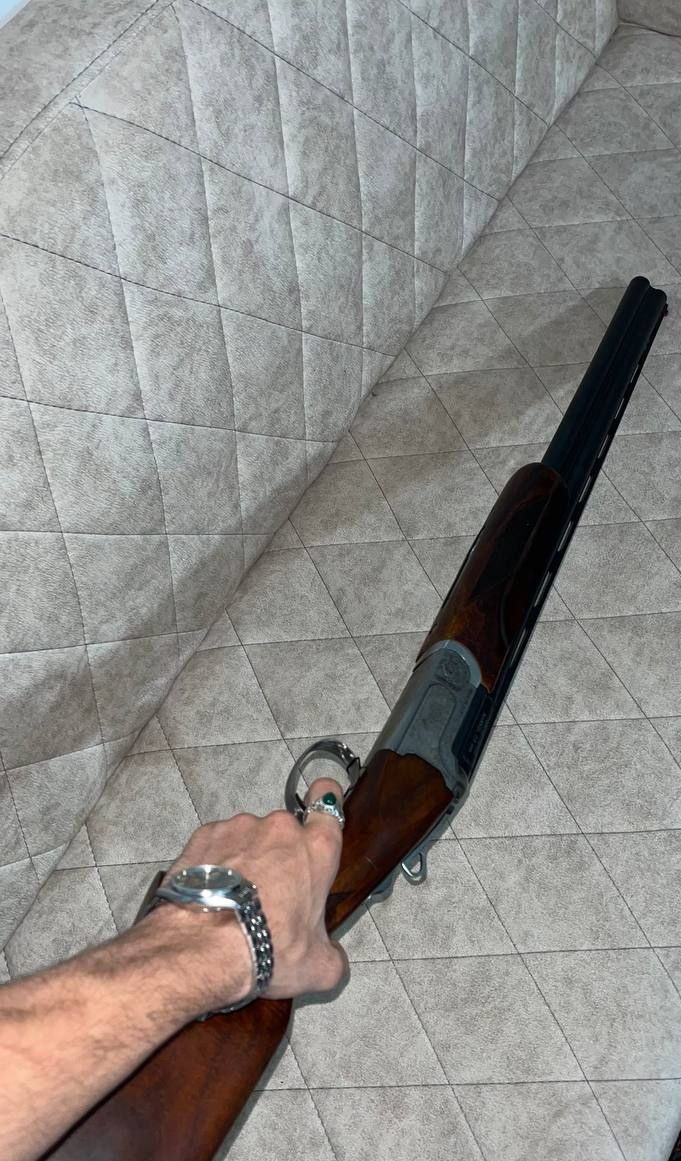
Shotgun Shahin

این سلاح نمونه ایرانی تفنگ آکار مدل چرچیل ۲۰۶ ترکیه می‌باشد.

## مشخصات عمومی
- کالیبر: ۱۲
- طول سلاح: ۱۱۴۰ میلیمتر
- طول لوله: ۷۱۰ میلیمتر
- وزن: ۳٫۳ کیلوگرم